# Gebruiksdiefstal
Gebruiksdiefstal is in het Belgisch strafrecht het bedrieglijk wegnemen van andermans goed voor een kortstondig gebruik. Het wordt met een eenvoudige diefstal gelijkgesteld (artikel 461, al. 2, van het Strafwetboek). 
Men maakt zich dus schuldig aan gebruiksdiefstal wanneer men de auto van zijn buurman zonder zijn toestemming gebruikt om er een kort ritje mee te maken. Men maakt zich niet schuldig aan gebruiksdiefstal wanneer men een ritje maakt met de auto van zijn broer, als de broer het gebruik ervan uitdrukkelijk of oogluikend heeft toegestaan.
In de jaren zestig van de 20e eeuw ontstond het fenomeen joyriding. Voertuigen werden weggenomen, niet om ze te ontvreemden maar om er een (kort) ritje mee te maken. Er was geen diefstal omdat er geen blijvende beroving was. Door de wet van 25 juni 1964 werd een tweede lid toegevoegd aan artikel 461 Sw. Sindsdien is gebruiksdiefstal strafbaar.

## Bestanddelen
Gebruiksdiefstal houdt in dat de dader andermans goed wegneemt tegen de wil in van de eigenaar. Bovendien moet er het bedrieglijk opzet zijn de zaak te ontvreemden om er kortstondig gebruik van te maken, met het voornemen om het na gebruik terug te geven.
Indien de eigenaar toestemming geeft of heeft gegeven om de zaak te gebruiken, dan is er geen gebruiksdiefstal.
Gebruiksdiefstal is slechts strafbaar indien de dader heeft gehandeld met bedrieglijk opzet. Iets bij wijze van grap wegnemen en op een plaats verbergen waar het gemakkelijk kan worden teruggevonden is geen gebruiksdiefstal, aangezien het morele element van het misdrijf (het bedrieglijk opzet) ontbreekt.
Of er ook daadwerkelijk gebruik wordt gemaakt van de zaak is niet relevant voor de bestraffing, omdat niet het gebruik van de zaak strafbaar is, maar wel de bedrieglijke wegneming.
Het wegnemen van documenten om ze te kopiëren (en daarna terug te plaatsen) is bijvoorbeeld een vorm van gebruiksdiefstal.

## Bestraffing
Gebruiksdiefstal wordt volgens artikel 463, al. 2, van het Strafwetboek gestraft met gevangenisstraf van een maand tot drie jaar en met een geldboete van zesentwintig euro tot vijfhonderd euro (te vermeerderen met de opdecimes).
Gebruiksdiefstallen gepleegd door een gehuwde ten nadele van zijn echtgenoot, door een weduwnaar of een weduwe wat zaken betreft die aan de overleden echtgenoot hebben toebehoord, door afstammelingen ten nadele van hun bloedverwanten in de opgaande lijn, door bloedverwanten in de opgaande lijn ten nadele van hun afstammelingen, of door aanverwanten in dezelfde graden, geven alleen aanleiding tot burgerrechtelijke vergoeding (artikel 462, al. 1, van het Strafwetboek). Men spreekt hier van een verschoningsgrond.